# 동방문제

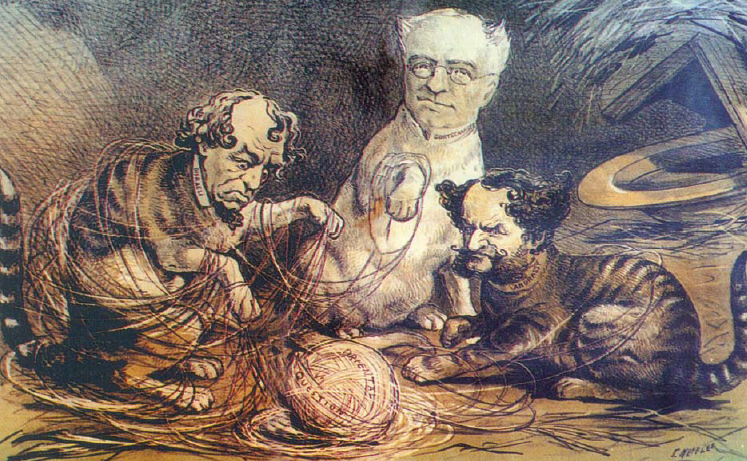

동방문제(東方問題)는 외교사에서 18세기 말부터 20세기 초까지 오스만제국의 정치적, 경제적 불안정과 그에 따른 유럽 강대국들의 전략적 경쟁과 정치적 고려의 문제이다.
19세기에 들어서자 오스만 제국의 쇠퇴는 점점 뚜렷해졌다. 영내(領內)에서는 이집트가 자립하고, 발칸 여러(諸)민족의 독립운동이 고조되었으나 유럽 열강(列強)은 이런 문제를 계기로 오스만 제국에 간섭하여 국제 대립을 격화시킴으로써 소위 동방문제를 야기하였다.
우선 1798년에 나폴레옹이 영국 본국과 인도와의 연락을 단절하기 위해 행한 이집트 원정은 프랑스 혁명에 집중되어 있던 열강의 관심을 재차 동방으로 향하게 하고, 또한 투르크(터키) 영내의 여러 민족에 프랑스 혁명의 자유사상을 초래하여 그들의 민족적 자각을 촉구하게 되었다. 1804년에는 세르비아에서 독립을 향한 반란이 일어나고, 불가리아도 해방운동이 개시되었다. 이집트에서는 1805년 무함마드 알리가 태수(太守)로 취임하자 근대화 개혁에 착수하여 오스만 제국으로부터 자립을 뚜렷이 했다. 1806년부터 투르크는 러시아와의 전쟁에 돌입하여 1812년의 부쿠레슈티 조약에 의해 베사라비아 지방을 상실하였다. 열강의 간섭은 그리스 독립전쟁(1821~1829) 이래 노골화되었다. 이 전쟁에서 영국·프랑스·러시아는 그리스를 도와 투르크와 싸워 1829년의 아드리아노플 조약에 의해 그리스의 독립을 승인케 하였다. 이어 1831~1833년에 이집트의 무함마드와 오스만 제국 간에 분쟁이 발생하자 영국과 프랑스는 이집트를 지지하고, 러시아는 고립된 투르크(터키)를 후원하였다. 이때에 러시아는 투르크와 다르다넬스 해협 통과의 독점적 권리를 인정받는 운키아르-스켈레시 조약을 맺어 영국·프랑스의 불만을 샀다. 그 후 1839년 투르크·이집트간의 싸움이 재개되자 프랑스는 재차 이집트를 지지하였으나, 영국은 다음해에 런던 4국 조약을 통해 이집트 국경을 확장케 하여 프랑스의 활동을 견제하고, 또 운키아르-스켈레시 조약을 파기하여 러시아의 남하정책을 저지하는 데 성공하였다. 이리하여 오스만 제국과 이집트의 문제는 전적으로 유럽 열강의 국제 대립 관계에 의해 좌우되기에 이르렀다. 유럽 열강의 간섭, 영내(領內) 여러 민족의 반란으로 고민하는 오스만 제국에 있어서 근대화 개혁은 이미 19세기 초부터 시작되어 예니체리제(制)를 폐지하고, 신식 군대를 편성하였다. 1839년 이후에는 탄지마트라 불리는 사법·행정·산업·교육에 걸친 개혁이 착수되었다.

## 같이 보기
- 그리스 계획
- 그레이트 게임

## 참고 자료
- 이 문서에는 다음커뮤니케이션(현 카카오)에서 GFDL 또는 CC-SA 라이선스로 배포한 글로벌 세계대백과사전의 내용을 기초로 작성된 글이 포함되어 있습니다.